# Bart Leysen
Bart Leysen, nascido a 10 de fevereiro de 1969 em Herentals, é um antigo ciclista belga. Atualmente é diretor desportivo do Lotto Soudal.

## Biografia
Profissional de 1991 a 1993, Bart Leysen ganhou a E3 Prijs Vlaanderen-Harelbeke e a Schaal Sels em 1995. A sua função nas equipas era a de gregario nas clássicas, apesar disso conseguiu terminar 8.º da Paris-Roubaix de 1998 com a equipa Mapei, completando o triplete de Franco Ballerini, Andrea Tafi e Wilfried Peeters.
Tem sido mecânico da equipa Quick Step (2003-2004), depois responsável pelos mecânicos da equipa Davitamon-Lotto, Predictor-Lotto e Silence-Lotto durante 4 anos. Entre o 2009 até 2011 foi diretor desportivo da equipa Team Katusha, atualmente encontra-se exercendo o mesmo cargo, mas na equipa belga Lotto Soudal.

## Palmarés
- 1990
  - Flecha das Ardenas
- 1992
  - Circuito da Fronteira
- 1993
  - GP Briek Schotte
- 1995
  - E3 Prijs Vlaanderen-Harelbeke
  - Schaal Sels

## Resultados nas grandes voltas

### Tour de France
- 1998 : 92.º
- 1999 : 133.º
- 2001 : abandono

### Volta a Espanha
- 1995 : 78.º
- 1996 : 77.º